# Садовый (Мостовский район)
Садовый — хутор в Мостовском районе Краснодарского края России. 
Входит в состав Мостовского городского поселения.

## Население
| 2002 | 2010 |
| ---- | ---- |
| 77   | ↗93  |

- ул. Садовая.